# 2020 CD3
O 2020 CD3, também conhecido por sua designação interna C26FED2, é um pequeno asteróide próximo à Terra e um satélite temporário da Terra. Foi descoberto no Observatório de Mount Lemmon pelos astrônomos Theodore Pruyne e Kacper Wierzchos em 15 de fevereiro de 2020, como parte do Mount Lemmon Survey ou Catalina Sky Survey. A  minilua tem entre 1,9 e 3,5 metros de diâmetro.
O objeto que circula nosso planeta é uma segunda 'mini-lua' e a trajetória da rocha indica que o objeto está em órbita não estável há cerca de três anos. Ela circula a Terra com uma trajetória larga e de formato oval, cerca de uma vez a cada 47 dias.